# 서하 혜종
서하 혜종 이병상(西夏 惠宗 李秉常, 1061년 ~ 1086년 8월 21일)은 서하의 제3대 황제(재위 : 1068년 1월 ~ 1086년 8월 21일)이다. 서하 의종의 아들이며, 시호는 강정황제(康靖皇帝)이다.

## 가족관계

### 후비
- 소간문목황후(昭簡文穆皇后) 양씨(梁氏, ? ~ 1099년)

### 황자
- 숭종 성황제(崇宗 聖皇帝) 이건순(李乾順) - 소간문목황후 소생.
- 진왕(晉王) 이찰가(李察哥)

| 전임 서하 의종 | 제3대 서하의 황제 1068년 ~ 1086년 | 후임 서하 숭종 |